# Dryinus niger
Dryinus niger är en stekelart som beskrevs av Jean-Jacques Kieffer 1904. Dryinus niger ingår i släktet Dryinus, och familjen stritsäcksteklar. Arten är reproducerande i Sverige.